# Carlos Monge Medrano
Carlos Monge Medrano (13 décembre 1884 – 15 février 1970) est un médecin et scientifique péruvien spécialiste de l'étude des effets de la résidence de longue durée en haute altitude. 

## Biographie
Après une thèse soutenue en 1909 à l'Université nationale principale de San Marcos sur la maladie de Carrión, il se spécialise dans l'étude de la capacité des habitants des hautes Andes à s'adapter à l'hypoxie et aux basses températures, et est célèbre pour avoir décrit en 1928 dans son ouvrage La enfermedad de los Andes (en français : « la maladie des Andes ») le mal chronique des montagnes, également appelé aujourd'hui maladie de Monge. Tout comme Paul Bert est considéré comme le fondateur de la physiologie moderne de la haute altitude, Monge est le père des études sur les populations résidant en altitude. Il a également fondé une école péruvienne sur l'étude des effets de l'altitude, continuée plus tard par Alberto Hurtado Abadilla (1901-1983), puis par le fils de Monge, Carlos Monge Cassinelli (1921-2006), et toujours extrêmement active au XXIe siècle avec des personnalités comme Fabiola León-Velarde.
Il est membre fondateur de l'Académie des sciences d'Amérique latine.